# Joe Nahmad
Joseph 'Joe' Nahmad (né à New York en 1990) est un marchand d'art et galeriste américain, fondateur de la galerie new-yorkaise Nahmad Contemporary, spécialisée en art contemporain.

## Biographie
Joe Nahmad ouvre sa galerie en 2013 au 980 Madison Avenue, à Manhattan,. Ses expositions mettent en scènes des œuvres d’artistes contemporains et de maîtres modernes du XXe siècle. La galerie se fait connaître en organisant des expositions axées sur une période précise, une série, un médium ou un thème distinct dans la carrière d'un artiste :
- 2013 : Sterling Ruby - Peintures Aérosol 2007[3]
- 2013 : Richard Prince - Monochromes Jokes 1987-1994[1]  /  2015 : Appropriation photographique 'Fashion' 1980-1982[4],[5],[6],[7]
- 2015 : Rudolf Stingel - Styromousse et Celotex 2000-2003[4],[8]
- 2016 : Daniel Buren - la naissance de la ligne 1965-1966[4],[9]
- 2017 : Albert Oehlen - Grau 1997-2008[4],[10] / 2019: Spiegelbilder mirroirs 1982-1990[11]
- 2019 : Jean-Michel Basquiat - Xerox 1979-1988[12],[13],[14],[15]
- 2019 : Georges Mathieu - Série monumentale de 1978[16],[17]
- 2021: David Hammons: Basketball & Kool-Aid[18],[19],[20]
- 2022: Jean-Michel Basquiat - Art and Objecthood[21]

Outre ces expositions, Joe Nahmad crée également des dialogues entre artistes modernes et contemporains :
- en 2014, l’exposition « Poetics of Gesture » met en scène pour la première fois des œuvres de Jean-Michel Basquiat, Egon Schiele et Cy Twombly[22],[23] ;
- en 2016, l'exposition collective transgénérationnelle « Les Fleurs du Mal », réinterprète le recueil subversif du poète français Charles Baudelaire du XIXe siècle. Dans cette exposition, « Les Fleurs du Mal », Joe Nahmad met en miroir une dizaine d’œuvres du peintre symboliste français du XIXe siècle Gustave Moreau (contemporain de Baudelaire), avec des peintres avant-gardistes du XXe siècle (Balthus, Marc Chagall, Salvador Dalí, Max Ernst, René Magritte, Henri Matisse et Francis Picabia) et du XXIe siècle (George Condo, John Currin, Wade Guyton, Damien Hirst, Elizabeth Peyton et Richard Prince)[24],[25] ;
- en 2018, Joe Nahmad confronte au sein d’une même exposition les œuvres textiles de Joan Miró, les Sobreteixims créées dans les années 1970, aux toiles contemporaines bâchées de David Hammons[26].
- en 2020, Superunknown, expose les compositions surréalistes de Max Ernst et Yves Tanguy, créées entre la première et la deuxième guerre mondiale, présentées sur une installation immersive de Urs Fischer[27].
- en 2022, Joe Nahmad met en scene, avec Eleanor Cayre et Dean Kissick, The Painters New Tools, présentant des oeuvres d'artistes qui repoussent les limites de la peinture[28].

Joe Nahmad (New York) n’est pas à confondre avec Joseph Nahmad un galeriste basé à Londres, tous deux sont cousins. Joe Nahmad est le fils du collectionneur David Nahmad, et le frère de Helly Nahmad également galeriste à New York.